# Derris koolgibberah
Derris koolgibberah là một loài thực vật có hoa trong họ Đậu. Loài này được Bailey miêu tả khoa học đầu tiên.